# سفارة المجر لدى السعودية
سفارة المجر لدى السعودية هي الممثلية الدبلوماسية العليا لدولة المجر لدى المملكة العربية السعودية. تقع السفارة في حي الواحة في الرياض.